# گالانتوس ورنووی
گالانتوس ورنووی (نام علمی: Galanthus woronowii) نام یک گونه از سرده گل برفی است.